# Taphronota cacuminata
Taphronota cacuminata är en insektsart som beskrevs av Karsch 1893. Taphronota cacuminata ingår i släktet Taphronota och familjen Pyrgomorphidae. Inga underarter finns listade i Catalogue of Life.